# Kaczanowicze
Kaczanowicze (biał. Качановічы, Kaczanowiczy; ros. Кочановичи, Koczanowiczi) – wieś na Białorusi, w obwodzie mińskim, w rejonie nieświeskim, w sielsowiecie Łań, przy drodze republikańskiej R107.

## Historia
Pod zaborami i w II Rzeczypospolitej dwie miejscowości: wieś Kaczanowicze I oraz zaścianek Kaczanowicze II. W XIX i w początkach XX w. położone były w Rosji, w guberni mińskiej, w powiecie słuckim, w gminie Łań.
W dwudziestoleciu międzywojennym leżały w Polsce, w województwie nowogródzkim, w powiecie nieświeskim, do 1 października 1927 w gminie Lisuny, następnie w gminie Łań. W 1921 Kaczanowicze I liczyły 444 mieszkańców, zamieszkałych w 81 budynkach, wyłącznie Polaków. 248 mieszkańców było wyznania rzymskokatolickiego i 196 prawosławnego. Kaczanowicze II liczyły zaś 255 mieszkańców, zamieszkałych w 47 budynkach, w tym 247 Polaków i 8 Białorusinów. 225 mieszkańców było wyznania rzymskokatolickiego i 30 prawosławnego.
Po II wojnie światowej w granicach Związku Sowieckiego. Od 1991 w niepodległej Białorusi.